# Эртли, Бригитт
Бригитт Эртли (нем. Brigitte Oertli, род. 10 июня 1962 года, Эгг) — швейцарская горнолыжница, призёрка Олимпийских игр и чемпионата мира, победительница этапов Кубка мира. Универсал, успешно выступала во всех дисциплинах горнолыжного спорта, но наибольших успехов добилась в комбинации.
В Кубке мира Эртли дебютировала 18 декабря 1981 года, в декабре 1984 года одержала свою первую победу на этапе Кубка мира, в комбинации. Всего имеет на своём счету 9 побед на этапах Кубка мира, 7 в комбинации и по 1 в скоростном спуске и слаломе. Лучшим достижением в общем зачёте Кубка мира, являются для Эртли 2-е места в сезонах 1984/85 и 1987/88, в обоих случаях он уступала в борьбе за победу в общем зачёте своей соотечественнице Микеле Фиджини. Четырежды за карьеру завоёвывала малый Хрустальный глобус в зачёте комбинации, в сезонах 1984/85, 1986/87, 1987/88, 1988/89.
На Олимпийских играх 1984 года в Сараево стала 12-й в скоростном спуске, кроме того стартовала в слаломе, но сошла в первой попытке.
На Олимпийских играх 1988 года в Калгари завоевала две серебряные медали, в скоростном спуске и комбинации, причём если в скоростном спуске ей улыбнулась удача и она лишь на 0,01 секунды опередила ставшую третьей канадку Карен Перси, то в комбинации ей не повезло и она лишь 0,23 балла уступила чемпионке австрийке Аните Вахтер кроме этого стартовала в супергиганте, где стала 17-й и слаломе в котором не добралась до финиша в первой попытке.
За свою карьеру участвовала в трёх чемпионатах мира, на чемпионате мира 1989 года завоевала бронзу в комбинации.
Завершила спортивную карьеру в 1990 году.

## Победы на этапах Кубка мира (9)
| № | Сезон   | Дата            | Место             | Дисциплина       |
| - | ------- | --------------- | ----------------- | ---------------- |
| 1 | 1984/85 | 9 декабря 1984  | Давос             | Комбинация       |
| 2 | 1984/85 | 11 января 1985  | Бад-Клайнкирххайм | Комбинация (2)   |
| 3 | 1986/8  | 11 января 1987  | Меллау            | Комбинация (3)   |
| 4 | 1987/88 | 13 декабря 1987 | Лойкербад         | Комбинация (4)   |
| 5 | 1987/88 | 18 января 1988  | Зас-Фе            | Слалом           |
| 6 | 1987/88 | 24 января 1988  | Бадгастайн        | Комбинация (5)   |
| 7 | 1987/88 | 5 марта 1988    | Аспен             | Скоростной спуск |
| 8 | 1988/89 | 15 января 1989  | Гриндельвальд     | Комбинация (6)   |
| 9 | 1989/90 | 10 декабря 1989 | Стимбот-Спрингс   | Комбинация (7)   |